# Лопуховское сельское поселение (Волгоградская область)
Лопухо́вское се́льское посе́ление — муниципальное образование в составе Руднянского района Волгоградской области.
Административный центр — село Лопуховка.

## История
Лопуховское сельское поселение образовано 21 декабря 2004 года в соответствии с Законом Волгоградской области № 969-ОД.

## Население
| 2010 | 2012  | 2013  | 2014  | 2015  | 2016 | 2017 |
| ---- | ----- | ----- | ----- | ----- | ---- | ---- |
| 1096 | ↘1080 | →1080 | ↘1048 | ↘1022 | ↘985 | ↘957 |
| 2018 | 2019  | 2020  | 2021  |       |      |      |
| ↘910 | ↘893  | ↘871  | ↘841  |       |      |      |

## Состав сельского поселения
| № | Населённый пункт | Тип населённого пункта       | Население |
| - | ---------------- | ---------------------------- | --------- |
| 1 | Берёзовка        | село                         | 45        |
| 2 | Лопуховка        | село, административный центр | 939       |
| 3 | Ушинка           | село                         | 112       |